# Go in Nederland

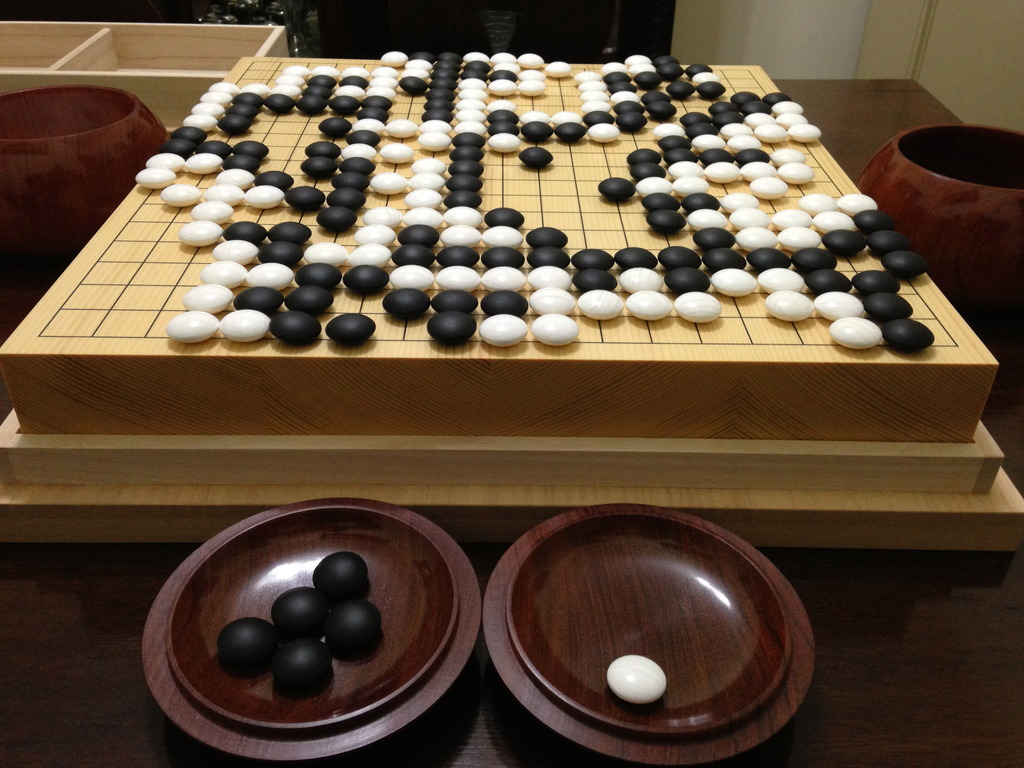
Speelbord Go

 Go in Nederland betreft het beoefenen van het oosterse bordspel go. Het wordt in Nederland vanaf eind jaren 1950 georganiseerd beoefend. In 1959 werd de Nederlandse Go Bond opgericht. Die had in 2005 ca. 900 en in 2017 zo'n 550 leden. Veel van de leden spelen bij een van de ongeveer dertig lokale goclubs in Nederland. Naast de bond en het reguliere club- en toernooicircuit zijn er veel spelers die het spel op internet spelen via een van de internationale go-servers.

## Nederlandse Go Bond
De Nederlandse Go Bond (NGoB), opgericht in 1959, is de overkoepelende organisatie voor go in Nederland. Deze bond, met zo'n 900 leden, omvat ongeveer 30 clubs. De Gobond is aangesloten bij NOC*NSF en is lid van de Internationale Go-Federatie (IGF), sinds de oprichting daarvan in 1982. De bond is verantwoordelijk voor onder meer enkele competities op landelijk niveau en de organisatie van het Nederlands kampioenschap. De classificatiecommissie van de Bond stelt de zogeheten dangraden vast voor de sterkere spelers. Dangraden voor amateurs lopen van 1e tot en met 6e dan. Iemand kan 7e dan worden als hij of zij enige tijd op professioneel niveau heeft gespeeld. De bond gaf van 1964 tot 2014 een eigen tijdschrift uit, eenvoudig 'GO' geheten.

## Nederlands kampioenschap
Het Nederlands kampioenschap wordt ieder jaar door de NGoB georganiseerd, en bestaat uit een algemeen kampioenschap, een NK Dames, een studenten-NK, een jeugd-NK, het NK Parengo, het NK voor teams (de Nederlandse Go Competitie), en het NK Snelgo. Spelers die dit kampioenschap het vaakst wonnen zijn Max Rebattu (6x), Ronald Schlemper (14x), Guo Yuan (7x) en Merlijn Kuin (8x).
| Editie | Winnaar           |
| ------ | ----------------- |
| 2020   | Rob van Zeijst    |
| 2019   | Geert Groenen     |
| 2018   | Rob van Zeijst    |
| 2017   | Frank Janssen     |
| 2016   | Merlijn Kuin      |
| 2015   | Merlijn Kuin      |
| 2014   | Merlijn Kuin      |
| 2013   | Merlijn Kuin      |
| 2012   | Alexander Eerbeek |
| 2011   | Merlijn Kuin      |
| 2010   | Geert Groenen     |
| 2009   | Merlijn Kuin      |
| 2008   | Merlijn Kuin      |
| 2007   | Merlijn Kuin      |
| 2006   | Frank Janssen     |
| 2005   | Frank Janssen     |
| 2004   | Emil Nijhuis      |
| 2003   | Emil Nijhuis      |
| 2002   | Guo Juan          |
| 2001   | Guo Juan          |
| 2000   | Guo Juan          |
| 1999   | Guo Juan          |
| 1998   | Guo Juan          |
| 1997   | Guo Juan          |
| 1996   | Guo Juan          |
| 1995   | Gilles van Eeden  |
| 1994   | Ronald Schlemper  |
| 1993   | Ronald Schlemper  |
| 1992   | Ronald Schlemper  |
| 1991   | Frank Janssen     |
| 1990   | Ronald Schlemper  |
| 1989   | Frank Janssen     |
| 1988   | Ronald Schlemper  |
| 1987   | Ronald Schlemper  |
| 1986   | Ronald Schlemper  |
| 1985   | Ronald Schlemper  |
| 1984   | Ronald Schlemper  |
| 1983   | Ronald Schlemper  |
| 1982   | Ronald Schlemper  |
| 1981   | Rob van Zeijst    |
| 1980   | Ronald Schlemper  |
| 1979   | Ronald Schlemper  |
| 1978   | Ronald Schlemper  |
| 1977   | Robert Rehm       |
| 1976   | Max Rebattu       |
| 1975   | Max Rebattu       |
| 1974   | --                |
| 1973   | --                |
| 1972   | --                |
| 1971   | --                |
| 1970   | Max Rebattu       |
| 1969   | --                |
| 1968   | Max Rebattu       |
| 1967   | --                |
| 1966   | --                |
| 1965   | Max Rebattu       |
| 1964   | --                |
| 1963   | Max Rebattu       |
| 1962   | --                |
| 1961   | --                |
| 1960   | Ab Schilp         |

## Sterke spelers
Verreweg de sterkste Nederlandse speler is Guo Juan. Ze won alle Nederlandse kampioenschappen waar ze aan deelnam (1996-2002) en werd viermaal Europees kampioen (1994 t/m 1997). Zij heeft het spel in China geleerd, waar ze enige tijd als professional actief was en graad 5p behaalde.
De sterkste mannelijke Nederlandse spelers uit het verleden zijn Ronald Schlemper en Rob van Zeijst. Zij haalden beiden de 7e dangraad, en hebben enige tijd in Japan op semi-professioneel niveau gespeeld. Rob van Zeijst is auteur van enkele Engelstalige boeken over het spel. De Nederlandse bridger Max Rebattu, 5e dan, is jarenlang tevens go-kampioen geweest.

## European Go Cultural Centre
In Amstelveen was tot 2020 het EGCC gevestigd, het 'European Go Cultural Centre' (EGCC). Het werd in 1992 geopend nadat de Japanse professional Iwamoto Kaoru de voormalige Honinbo Kunwa, zijn go-club, verkocht en de opbrengst aan de Nihon Ki-in (Japanse go-bond) schonk om er over de gehele wereld go-centra mee te stichten. In Amstelveen werd een oude telefooncentrale omgebouwd tot een plaats van waaruit men het go-spel en de cultuur eromheen in Europa bekend wilde maken en bevorderen. Ook in Seattle en São Paulo kwamen go-centra. In het EGCC Amstelveen vonden regelmatig toernooien plaats: het NK werd er doorgaans gehouden en ook  sommige grotere Europese toernooien, zoals het Amsterdams Internationaal Go Toernooi.

## Andere go-gerelateerde zaken in Nederland
- Voor de beginnende spelers is er de website 321go.org van de Nederlandse Go Bond waar men het spel eenvoudig kan leren. Deze website is inmiddels in vijf talen beschikbaar.
- In 2009 werd het Europees Go Congres in Groningen gehouden.
- De website EuroGoTV, die live-registraties uitzendt van grote Go-toernooien in Europa, heeft de thuisbasis in het European Go Cultural Center te Amstelveen.
- In Amsterdam is een van de grootste distributeurs van go-boeken en -materialen in Europa gevestigd.